# Sign of the Times (Harry-Styles-Lied)
Sign of the Times ist die erste Solo-Single des britischen Sängers Harry Styles aus seinem selbstbetitelten Debüt-Studioalbum 2017, die Platz 1 der britischen Charts erreichte.
Im Jahr 2021 setzte der Rolling Stone den Song auf Platz 428 seiner Liste der 500 größten Songs aller Zeiten.

## Entstehung und Veröffentlichung
Gerüchte über eine Solokarriere von Styles kamen 2015 auf, als bekannt wurde, dass Sony Music während der Pause von One Direction ein Soloalbum von Styles veröffentlichen wollte. Ende 2015 wurden vier neue, von Styles geschriebene und gesungene Songs in der ASCAP-Online-Datenbank registriert, von denen man damals annahm, dass sie für sein potenzielles Solo-Debütalbum bestimmt waren. Kurz darauf unterschrieb Styles bei dem amerikanischen Agenten Jeffrey Azoff und unterzeichnete einen Plattenvertrag mit Columbia Records. Im September 2016 erschien Styles auf dem Cover von Another Man, was in den Medien zu Spekulationen über ein bevorstehendes neues Album führte.
Am 25. März 2017 machte Styles mit einem Fernsehspot bei The Voice UK auf die neue Single aufmerksam. Am 31. März verriet der Sänger über die sozialen Medien, dass seine Single den Titel "Sign of the Times" trägt. Am 7. April feierte der Song in der Frühstücksshow von Nick Grimshaw auf BBC Radio 1 Premiere.

## Inhalt
Styles erklärte dem Rolling Stone: "Der Song ist aus der Sicht einer Mutter geschrieben, die ein Kind zur Welt bringt und es gibt eine Komplikation. Der Mutter wird gesagt: 'Dem Kind geht es gut, aber du wirst es nicht schaffen'. Die Mutter hat fünf Minuten Zeit, um dem Kind zu sagen, dass es weitermachen und kämpfen soll".

## Komposition
Der Song ist eine Pop-Rock-, Soft-Rock- und Piano-Ballade mit Glam-Rock-Einflüssen. Laut Billboard bindet er "psychedelischen Soul, Indie-Rock und Space-Pop ein" Die "apokalyptische" Power-Ballade zeigt Einflüsse des britischen Rock der 70er Jahre. Der Song wurde von Jeff Bhasker, Alex Salibian und Tyler Johnson mitgeschrieben. Weitere Mitwirkende waren Mitch Rowland, Ryan Nasci und Harry Styles (der den Hauptbeitrag erhielt). Rowland spielte Gitarre und Schlagzeug, Nasci den Bass und Bhasker Klavier, Keyboard und Lap Steel. Ein 25-köpfiger Chor sorgte für die Harmonien in dem Song. Das Lied wurde in den Village Studios in Los Angeles und im Geejam Hotel Recording Studio in Port Antonio, Jamaika, aufgenommen und von Spike Stent abgemischt. "Sign of the Times" ist in der Tonart F-Dur komponiert und im 4/4-Takt mit einem mäßig langsamen Tempo von 60 Schlägen pro Minute gesetzt.

## Musikvideo
Unter der Regie von Yoann Lemoine (Woodkid) wurde das Musikvideo zum Song veröffentlicht und am 8. Mai 2017 auf YouTube hochgeladen. Es zeigt Styles, wie er auf einer Wiese singt, durch die Lüfte fliegt und über Wasser läuft. Ein Autor von USA Today beschrieb Styles humorvoll als "Vorsprechen für die Rolle des nächsten Superhelden bei Marvel Comics oder in einem neuen biblischen Epos". Das Video wurde auf der Isle of Skye in Schottland gedreht. Der Stuntpilot des Videos, Will Banks, gab an, dass Styles während der Dreharbeiten mehr als 470 Meter hoch geflogen sei. Banks behauptete auch, dass bei den Dreharbeiten keine Greenscreen- oder CGI-Effekte verwendet wurden. Das Musikvideo wurde bei den Brit Awards 2018 als British Artist Video of the Year und bei den iHeartRadio Music Awards 2018 als Best Music Video ausgezeichnet. Bei den MTV Video Music Awards 2017 war es für zwei Preise nominiert: Best Pop Video und Best Visual Effects. Bis Anfang Februar 2024 hat es mehr als 1,2 Mrd. Aufrufe bei YouTube erhalten.

## Rezensionen
Brittany Spanos vom Rolling Stone behauptete, dass Sign of the Times „mit dem von den Siebzigern inspirierten Pop-Rock von One Direction’s neueren Alben wie Made in the A.M. übereinstimmt“. Anjali Raguraman von der Straits Times hielt es für den „stärksten“ Track des Albums und sagte, „die Überzeugung seiner Darbietung ist jenseits seines Alters“.
Da der Song am 30. Jahrestag von Prince’ Sign o’ the Times veröffentlicht wurde, kommentierte Andy Cush von Spin: „Es ist klar, dass dies Styles’ Versuch ist, sich als Künstler mit echter Tiefe zu profilieren. Aber die Musik selbst hat fast nichts mit Prince zu tun – denken Sie stattdessen an Oasis, Elton John in seiner bombastischsten Form oder John Lennon aus den 70ern“". Cush fügte hinzu, dass der Song „nur diese drei Akkorde hat und direkt im ersten Refrain mit einem Ansturm von Becken und Gitarren auf Reiseflughöhe geht, in der Erwartung, dass man gerührt ist, ohne zu überlegen, warum“.
Die Kritikerliste von Billboard setzte ihn im Mai 2017 auf den ersten Platz der Liste „Every One Direction Solo Single, Ranked“ und hielten ihn für den achtbesten Song des Jahres und den besten Rocksong des Jahres. Rolling Stone stufte ihn als den besten Song ein, der 2017 veröffentlicht wurde. 2018 stufte der Rolling Stone ihn auf Platz 49 der 100 größten Songs des bisherigen Jahrhunderts ein.

## Kommerzieller Erfolg

### Chartplatzierungen
Sign of the Times erreichte mit 62.900 verkauften Einheiten Platz 1 der britischen Charts, in der ersten Woche wurden 39.000 digitale Downloads und 3,5 Millionen Streams gezählt, was 23.472 äquivalenten Einheiten entspricht, und beendete damit Ed Sheerans Serie von 13 aufeinanderfolgenden Wochen an der Spitze der Charts mit Shape of You. In den Vereinigten Staaten debütierte der Song auf Platz 4 der Billboard Hot 100. In der ersten Woche verkaufte sich der Song 142.000 Mal (an der Spitze der digitalen Songs), wurde 16,5 Millionen Mal gestreamt und 23 Millionen Mal im Radio gespielt und war zu diesem Zeitpunkt Styles' meistverkaufte Single in den Charts. In den US-iTunes-Charts schaffte es der Song in Rekordzeit auf Platz eins: Er erreichte die Spitze in 19 Minuten und übertraf damit den bisherigen Rekord von Adele, der bei 50 Minuten lag.
| ChartsChartplatzierungen       | Höchstplatzierung | Wochen |
| ------------------------------ | ----------------- | ------ |
| Deutschland (GfK)              | 20 (24 Wo.)       | 24     |
| Österreich (Ö3)                | 2 (22 Wo.)        | 22     |
| Schweiz (IFPI)                 | 4 (46 Wo.)        | 46     |
| Vereinigte Staaten (Billboard) | 4 (13 Wo.)        | 13     |
| Vereinigtes Königreich (OCC)   | 1 (27 Wo.)        | 27     |

| ChartsJahrescharts (2017)      | Platzierung |
| ------------------------------ | ----------- |
| Deutschland (GfK)              | 75          |
| Österreich (Ö3)                | 37          |
| Schweiz (IFPI)                 | 21          |
| Vereinigte Staaten (Billboard) | 87          |
| Vereinigtes Königreich (OCC)   | 56          |

### Auszeichnungen für Musikverkäufe
In den USA wurde der Song mit Platin ausgezeichnet und war damit laut RIAA der meistzertifizierte Rocksong des Jahres 2017.
| Land/Region                  | Auszeichnungen für Musikverkäufe (Land/Region, Auszeichnung, Verkäufe) | Verkäufe   |
| ---------------------------- | ---------------------------------------------------------------------- | ---------- |
| Australien (ARIA)            | 7× Platin                                                              | 490.000    |
| Belgien (BRMA)               | Platin                                                                 | 30.000     |
| Brasilien (PMB)              | 2× Diamant                                                             | 320.000    |
| Dänemark (IFPI)              | 2× Platin                                                              | 180.000    |
| Deutschland (BVMI)           | 3× Gold                                                                | 600.000    |
| Frankreich (SNEP)            | Diamant                                                                | 333.333    |
| Italien (FIMI)               | 2× Platin                                                              | 100.000    |
| Kanada (MC)                  | 4× Platin                                                              | 320.000    |
| Mexiko (AMPROFON)            | 2× Diamant · + 7× Gold                                                 | 810.000    |
| Neuseeland (RMNZ)            | 5× Platin                                                              | 150.000    |
| Norwegen (IFPI)              | Platin                                                                 | 60.000     |
| Österreich (IFPI)            | Platin                                                                 | 30.000     |
| Polen (ZPAV)                 | 3× Platin                                                              | 150.000    |
| Portugal (AFP)               | Gold                                                                   | 5.000      |
| Schweden (IFPI)              | 2× Platin                                                              | 80.000     |
| Schweiz (IFPI)               | 2× Platin                                                              | 40.000     |
| Spanien (Promusicae)         | 2× Platin                                                              | 120.000    |
| Vereinigte Staaten (RIAA)    | 5× Platin                                                              | 5.000.000  |
| Vereinigtes Königreich (BPI) | 3× Platin                                                              | 1.800.000  |
| Insgesamt                    | 3× Gold · 44× Platin · 5× Diamant ·                                    | 10.618.333 |

Hauptartikel: Harry Styles/Auszeichnungen für Musikverkäufe